# Đội tuyển Fed Cup Cuba
Đội tuyển Fed Cup Cuba đại diện Cuba ở giải đấu quần vợt Fed Cup và được quản lý bởi Liên đoàn Quần vợt Cuba. Đội chưa thi đấu kể từ năm 2010.

## Lịch sử
Cuba tham gia kì Fed Cup đầu tiên vào năm 1991. Thành tích tốt nhất của họ là vào đến vòng bốc thăm 32 đội năm 1994.